# 提訴試合
提訴試合（ていそじあい）とは、野球の規則において、審判員の裁定が規則に違反しているために、チームの監督が所属リーグに対して審議を請求した試合。プロテスティングゲームとも呼ばれる。
アメリカの野球規則委員会"Official Baseball Rules"の7.04に規定されていたが、2020年の改正で提訴は認められなくなった。日本においても、2021年度の公認野球規則改正の際に本制度は廃止された（なお、アマチュア野球では提訴試合は認められていなかった）。

## 提訴試合の取り扱い

### MLB
メジャーリーグベースボール（MLB）において提訴試合が認められた有名な例がパインタール事件であり、1983年7月24日にヤンキー・スタジアムで行われたヤンキース対ロイヤルズの試合でジョージ・ブレットのバットに滑り止めの松やに（パインタール）が規定を超えて塗られているとして審判がアウトを宣告したことに対する提訴試合である。
提訴試合は"Official Baseball Rules"の7.04に規定されていたが、2020年の改正で提訴は認められなくなった。

### 日本
日本の公認野球規則も2021年度の改正で提訴試合を廃止した。なお、アグリーメント上の提訴の制度は残っており、日本プロフェッショナル野球協約第20章が「提訴」について定めている制度は野球規則上の提訴試合（プロテスティングゲーム）とは異なる。
アマチュア野球については公認野球規則に提訴試合を認めないとする注があったが、2021年度の改正で提訴制度そのものが廃止されたため削除された。

## 提訴試合の規則と改正
Official Baseball Rulesは2020年改正まで次のように定めていた。
これを受けた日本の公認野球規則は次のような規定であった。
Official Baseball Rulesは2020年改正で次のように改正された。
これを受けた日本の公認野球規則も次のような規定に改正された。